# How's it going? (さかいゆうのアルバム)
「How's it going?」（ハウズ イット ゴーイング）は、さかいゆうの2枚目のアルバム。

## 解説
- 初回生産限定盤は、2011年10月に行われたニューヨークでの貴重なライブ映像&インタビューを収録したDVD付属。

## 収録曲
- 全作詞・作曲・編曲：さかいゆう（特記以外）

1. Intro
2. Jammin'
  - 作詞：内田壮志
3. パスポート
  - 作詞：ふかわりょう
4. LOVE & LIVE LETTER～さかいゆうtrio ver.～
  - 自身が所属するユニット福耳に提供した楽曲のセルフカバー。
5. もしも あの朝に…
6. Lalalai
  - 配信リリース曲
7. ペテン師と臆病者
  - 作詞：森雪之丞
8. How Beautiful～English ver.～
  - 作詞：土岐麻子・川口大輔／英訳：内田壮志
  - 1stシングル「ストーリー」収録曲の英語詞バージョン
9. サンバ☆エロティカ
  - 作詞：森雪之丞
  - 日本テレビ系「超再現!ミステリー」エンディングテーマ
10. されど僕らの日々
  - 作詞：今西太一
11. 君と僕の挽歌～Album ver.～
  - 3rdシングル曲
12. パズル
  - 作詞：小谷美紗子

## 初回特典DVD収録内容
- 「さかいゆう Live in New York 2011」

1. 上を向いて歩こう
2. ROCK WITH YOU
3. Train
4. 故郷（ふるさと）

- インタビューやドキュメンタリー映像も収録。

## 演奏
- さかいゆう
  - Vocal, Chorus (#2-11)
  - Piano (#3.4.5.6.8-12)
  - Wurlitzer (#2)
  - Synthesizer (#3.7)
  - Other Instruments (#2.12)
- 種子田健：Bass (#2-12)
- FUYU
  - Drums (#2-12)
  - Percussion (#7.9)
- タブゾンビ (SOIL&"PIMP"SESSIONS)：Trumpet & Brass Arrangement (#2.9)
- 元晴 (SOIL&"PIMP"SESSIONS)：Baritone Sax & Brass Arrangement (#2.9)
- 橋本歩ストリングス：Strings (#5.11)
- 森英治：Strings Arrangement (#5.11)
- COLORFUL BOARD with オフィスオーガスタのみんな：Chorus (#11)